# Bible John
Bible John è un serial killer mai identificato ritenuto responsabile degli omicidi di tre giovani donne commessi dopo averle incontrate al Barrowland Ballroom, una sala da ballo di Glasgow, in Scozia, tra il 1968 e il 1969. Questo anonimo killer divenne noto come "Bible John" perché citò ripetutamente la Bibbia e condannò l'adulterio mentre era insieme alla sua ultima vittima. Il killer non è mai stato identificato, nonostante i movimenti conosciuti e il modus operandi del serial killer di Glasgow, Peter Tobin, suggeriscono che potrebbe esserci lui dietro gli omicidi; tuttavia, questo non è mai stato provato e il caso rimane irrisolto.

## Storia
Il 23 febbraio 1968, il corpo nudo dell'infermiera venticinquenne Patricia Docker fu ritrovato da un uomo che si recava al lavoro in un vicolo dietro Carmichael Place a Glasgow. Il vicolo era a pochi metri dalla sua casa in Langside Place. La donna era stata stuprata e strangolata. La notte precedente aveva detto ai genitori che si sarebbe recata a ballare in un locale vicino a casa, il Majestic Ballroom situato in Hope Street. Patricia si era effettivamente recata al locale per la serata per gli over 25. Ad un certo punto, probabilmente, la Docker lasciò il Majestic e finì al Barrowlands, dove si ritiene abbia incontrato il killer. Solo alcuni giorni dopo l'omicidio la polizia scoprì che era andata al Barrowlands, e l'aver incentrato le indagini sul Majestic fece perdere alla polizia considerevole tempo. La borsa di Patricia e i vestiti, nonostante mesi di indagini, non furono mai ritrovati.
Venerdì 15 agosto 1969, Jemima McDonald, 32 anni e madre di tre bambini, si recò per una serata al Barrowland Ballroom. Il giorno dopo, la sorella di Jemima, Margaret, sentì delle voci in zona secondo le quali dei bambini furono visti lasciare un vecchio palazzo in MacKeith Street mentre parlavano "del corpo". Il lunedì mattina, Margaret era così preoccupata che andò di persona al vecchio edificio, scoprendo il corpo della sorella, che era stata strangolata, stuprata e picchiata. A differenza di Patricia Docker, Jemima era ancora vestita quando il corpo fu scoperto. Testimoni dissero che la videro lasciare il locale a mezzanotte in compagnia di un uomo magro, alto e con i capelli rossi. La polizia condusse delle indagini porta a porta e trovò una donna che si ricordò di aver sentito delle urla provenire dallo stesso edificio a MacKeith Street. La polizia non ritenne importante la testimonianza e le indagini si arenarono.
Il 31 ottobre 1969, la ventinovenne Helen Puttock fu ritrovata uccisa in Earl Street a Scotstoun. Anche lei era stata al Barrowland Ballroom la sera in cui fu uccisa; era andata lì con la sorella, Jean, e aveva conosciuto due uomini chiamati John. Uno disse di essere di Castlemilk, mentre l'altro non rivelò la sua provenienza. Dopo essere state in loro compagnia per oltre un'ora, le due sorelle uscirono per andare a casa. Castlemilk John camminò verso George Square per prendere un autobus, mentre Helen, Jean e il killer presero un taxi, partendo da Glasgow Cross verso la zona ovest della città e diretti a Knightswood, dove Jean viveva. Fu durante questo tragitto che vennero rivelate informazioni cruciali sull'assassino. Le conversazioni fatte nel taxi sarebbero state utilizzate per creare un profilo psicologico dell'assassino. Jean disse alla polizia che l'uomo era forbito e faceva spesso citazioni dalla Bibbia, l'informazione che portò il killer a essere soprannominato "Bible John" dai media. Dopo aver fatto scendere Jean a Knightswood, il taxi si diresse in Earl Street a Scotstoun dove Helen viveva. La mattina seguente, il corpo di Helen fu ritrovato nel giardino posteriore della sua casa in Earl Street; anche lei era stata stuprata e strangolata. Il contenuto della sua borsa era sparso nelle vicinanze, ma la borsa mancava. Si pensò che il killer avesse preso la borsa come trofeo. Macchie d'erba sui piedi di Helen indicavano che probabilmente aveva avuto una colluttazione con l'assassino. Aveva inoltre un profondo morso sulla gamba. Il sospettato fu descritto dalla sorella della vittima Jean come un giovane ben vestito, alto, magro e con i capelli rossi, gentile e forbito. Disse di chiamarsi "John Templeton" o "Sempleson" e citò spesso la Bibbia mentre il taxi la riportava a casa. La sorella dichiarò di averlo sentito dire: «Io non bevo ad Hogmanay, prego» e di essersi riferito al pensiero di Mosè e di suo padre che le sale da ballo erano "piene di iniquità". Aveva tra i 25 e i 30 anni, ed era alto circa 1,78 m.
Nonostante la descrizione data dalla sorella di Helen, i buttafuori del Barrowland Ballroom screditarono la sua descrizione, affermando che l'uomo con cui Helen se ne era andata era "basso, distinto ed aveva i capelli neri". La polizia ritenne questa descrizione più affidabile perché Jean era ubriaca la notte dell'omicidio ed avevano scoperto che l'assassino non citava direttamente la Bibbia, ma faceva riferimento ad essa. Ciò nonostante, Jean disse di essere stata sobria durante la corsa in taxi con la sorella e che i buttafuori che lavoravano al Barrowland Ballroom non erano bravi con le facce. L'ultimo possibile avvistamento dell'assassino fu quello di un uomo che combaciava con la descrizione di Jean, piuttosto trasandato e con dei graffi sul volto, mentre scendeva da un bus a Sauchiehall Street attorno all'una e mezza di notte, venendo visto volta camminare verso la ferrovia per attraversare il fiume Clyde a sud della città.
Ogni omicidio aveva dei punti in comune che non diede dubbi alla polizia sul fatto che gli omicidi erano stati compiuti dalla stessa persona. Tutte avevano incontrato l'assassino al Barrowland Ballroom. Le borse non furono mai ritrovate. Tutte e tre le vittime erano state strangolate con le loro calze e poi stuprate, tutte erano state portate a casa dall'assassino e uccise a pochi metri dalle loro abitazioni, tutte avevano le mestruazioni nel periodo degli omicidi e furono ritrovati assorbenti igienici vicino ai cadaveri.

## Indagini
Le indagini per l'omicidio di Patricia Docker nel 1968 si bloccarono perché la polizia aveva pochi indizi, oltre che nessun testimone. 18 mesi dopo, dopo la scoperta del corpo di Jemima McDonald, la polizia si accorse subito di "somiglianze" con il primo omicidio. Fu quindi chiaro in breve tempo che stavano dando la caccia ad un duplice omicida; e per la prima volta nella storia della Scozia, utilizzando le testimonianze dei testimoni, fu fornito alla stampa un identikit dell'uomo col quale Jemina aveva lasciato il Barrowland Ballroom. Due mesi dopo l'omicidio di Helen Puttock, la polizia interrogò la sorella Jean, che divenne la testimone chiave dell'indagine. Jean ricordò molti dettagli di ciò che divenne parte della leggenda di Bible John: del modo in cui lui si riferì alle donne chiamandole "adultere", di un punto al golf che disse il cugino aveva segnato, di come parlò persino dei denti sovrapposti. Il dettaglio più importante fu il riferimento che l'uomo faceva alla Bibbia che portò il giornalista dell'Evening Times John Quinn a coniare il soprannome "Bible John". Inoltre, l'identikit fatto in base alla testimonianza di Jean dell'uomo dai capelli rossi divenne uno dei ritratti più famosi di Scozia.. Il Detective Joe Beattie chiese alla gente di studiare bene l'identikit e di avvertire in caso somigliasse a qualcuno di loro conoscenza. Come risultato, più di 1 000 persone furono interrogate e la loro posizione successivamente chiarita.
La caccia a Bible John è stata la più grande caccia all'uomo di Scozia. Più di 100 investigatori lavorarono al caso e oltre 50 000 dichiarazioni vennero raccolte nelle indagini porta a porta. Per scovare l'assassino, temendo che avrebbe colpito ancora, un team di 16 investigatori fu fatto mescolare tra la gente al Barrowland e altre sale da ballo della città. In particolare frequentavano il Barrowland il giovedì e il sabato alle serate per gli over 25; dove si riteneva che il killer avesse trovato le sue vittime. Nonostante la notevole attività investigativa, non ci furono mai sviluppi positivi. Molti ritenevano che il killer fosse morto, in prigione, in un ospedale psichiatrico o che la polizia ne conoscesse l'identità ma non potesse provarlo; altri che fosse ancora libero e pronto ad uccidere di nuovo. Si diceva che si fosse trasferito a sud dell'Inghilterra. Venne poi scoperto che il serial killer Peter Tobin che viveva a Glasgow nella seconda metà degli anni sessanta, si spostava regolarmente tra la Scozia e l'Inghilterra del Sud, un fattore che potrebbe averlo aiutato a eludere le ricerche della polizia. Avrebbe poi vissuto regolarmente per vent'anni a Brighton dalla fine degli anni sessanta.

### Ulteriori sviluppi
Nel 1983 un uomo - che disse di aver frequentato il Barrowland Ballroom con il sospettato - dichiarò di conoscere l'identità dell'assassino. L'uomo disse di essere cresciuto con il killer a Cranhill ad est di Glasgow. Apparentemente aveva letto un articolo sull'Evening Times cinque anni prima e si accorse che il suo amico era Bible John. Il presunto sospettato viveva nei Paesi Bassi, sposato con un'olandese. In seguito non si seppe più nulla dei due uomini.
Nel 1996 la polizia riesumò il corpo di John Irvine McInnes, cugino di uno dei primi sospettati, da una tomba a Stonehouse, South Lanarkshire. McInnes, che aveva servito nelle Guardie Scozzesi, si era suicidato a 41 anni nel 1980, tagliandosi l'arteria brachiale del braccio. Secondo uno psichiatra dell'epoca, questo inusuale tipo di suicidio viene commesso da uno psicopatico in cerca di una "ultima emozione". La polizia svolse un test del DNA su dello sperma trovato sulla coscia di Helen Puttock e fu annunciato che il test risultò inconcludente. Lord Mackay, all'epoca Lord Advocate, disse che non c'erano abbastanza prove per collegare gli omicidi a McInnes.
Nel 2004 la polizia dichiarò che avrebbe svolto ulteriori test del DNA nel tentativo di risolvere il caso. Questo in seguito alla scoperta di un DNA simile all'80% a quello del killer rinvenuto sulla scena di un reato minore compiuto due anni prima. Quel campione di DNA fece ritenere alla polizia che la persona che commise quel reato era probabilmente legata all'assassino.

### Collegamenti con Peter Tobin
Il 4 maggio 2007 la condanna di Peter Tobin per l'omicidio della studentessa Angelika Kluk portò alcuni a ritenere che fosse Bible John. Questa tesi fu guidata dal professor David Wilson, colpito da due aspetti chiave dell'omicidio della Kluk. Tobin aveva già sessant'anni quando l'omicidio fu commesso, un'età avanzata per iniziare a uccidere; e il fatto che attaccò così violentemente, nascose il corpo e fuggì a Londra è segno di un killer non alle prime armi. Inoltre le tre ex mogli di Tobin dissero di essere state imprigionate, stuprate e picchiate dal marito. Sempre secondo le ex mogli Tobin aveva scatti di violenza motivati dal ciclo mestruale, fatto che si è ritenuto potesse essere il motivo scatenante degli omicidi di Bible John.
Ci sono poi forti somiglianze tra le foto di Tobin a circa 20 anni e l'identikit di Bible John. Tobin si trasferì da Glasgow nel 1969 dopo il primo matrimonio, e conobbe la moglie al Barrowland Ballroom lo stesso anno in cui cessarono gli omicidi di Bible John. Inoltre, Tobin è cattolico praticante. L'ex investigatore Joe Jackson, che indagò sugli omicidi negli anni sessanta, disse che sospettò Tobin dal momento in cui lo arrestò per l'omicidio della Kluk nel 2006. Ha dichiarato: «Quando ho visto la fotografia, ho pensato "Assomiglia a Bible John in maniera incredibile. Sembra proprio lui". Corrisponde al profilo in ogni modo ed ha forti legami con la religione».
Come risultato dell'Operazione Anagram (indagine di polizia iniziata nel 2006 per rintracciare gli spostamenti e ricostruire la vita di Tobin), una donna disse di essere stata stuprata da lui dopo che lo aveva conosciuto al Barrowland Ballroom a Glasgow nel 1968, all'incirca nel periodo degli omicidi di Bible John. Più di 40 anni dopo, la donna disse che «le gambe quasi non mi ressero» quando riconobbe una foto del giovane Tobin su una rivista e si fece avanti dopo un appello del programma Crimewatch nel dicembre 2009. Nel 2010 un'altra donna si fece avanti dicendo di averlo conosciuto al Barrowland Ballroom e affermando che Tobin si presentò come Peter e gli propose di andare ad un party in zona Castlemilk. Quando vide una foto del giovane Tobin, disse: «È l'uomo che ho conosciuto molti anni fa al Barrowlands. Sono sicura al 100% che Tobin è Bible John».
Va sottolineato come non sia accettato da tutti che i tre omicidi siano frutto della stessa persona, poiché 18 mesi di pausa tra i primi due omicidi è inusuale con i serial killer, e gli ultimi due potrebbero essere stati commessi da un copycat; inoltre la polizia potrebbe aver ostacolato le sue indagini saltando troppo in fretta alla conclusione che gli omicidi fossero stati commessi dallo stesso individuo. Il professor Wilson ha dichiarato che 18 mesi non è una forbice di tempo troppo lunga dopo il primo omicidio di un serial killer. Wilson ha indagato sul caso per tre anni e ritiene ci siano sufficienti prove per dichiarare che Peter Tobin è Bible John. Disse che il momento in cui ha capito che Tobin fosse Bible John fu durante il processo a Tobin per l'omicidio nel 1991 di Dinah McNicol. Fece un paragone tra un testimone del caso con la testimonianza della sorella di Helen Puttock. Entrambi sottolinearono la propensione del killer a volersi mostrare come persona socialmente superiore. Wilson è così sicuro che Tobin sia Bible John, da dichiarare: «Non ho intenzione di provare che Tobin è Bible John ma mi ci giocherei la reputazione. Wilson, inoltre, disse che le dichiarazioni di Jean McLachlan sul fatto che "Bible John" disse di chiamarsi Templeton o Sempleson coincide con uno pseudonimo che Tobin utilizzò, John Semple. Ciò nonostante, discutendo della possibilità che Tobin fosse Bible John, Jean non avallò l'ipotesi, dichiarando semplicemente che quello non era l'uomo con cui condivise il taxi quella sera. Nel settembre 2010, l'unica testimone ad aver visto in faccia Bible John, Jean McLachlan, muore a 74 anni, segnando la fine della caccia all'assassino. Secondo la polizia i test del DNA sono ormai difficili a causa del deterioramento dei campioni.